# Dylan (mitologia)
Dylan (lub Dylan Eil Ton – po walijsku "syn fali") – bóg morza w mitologii celtyckiej z terenów Walii. Jego matką była Arianrhod, a ojcem – Gwydion. Został zabity przez swego wuja o imieniu Govannon.
Dylan był pierwszym z dwóch synów Arianrhod (drugim był Llew Llaw Gyffes). Od momentu swoich narodzin, złotowłosy Dylan pływał w oceanie jak ryba, stąd jego przydomek Eil Ton (wal. "Syn Fali"). Mówiono, że po jego śmierci wszystkie fale morskie opłakiwały jego stratę.